# 弗拉基米尔广场
弗拉基米尔广场（Влади́мирская пло́щадь）是圣彼得堡的一个广场。它位于城郊大街（Загородный проспект）、弗拉基米尔大街（Владимирский проспект）、钟街（Колокольная улица）、锻造巷（Кузнечный переулок）和大莫斯科街（Большая Московская улица）的交叉口。

## 历史
弗拉基米尔广场命名于1844年，得名于弗拉基米尔教堂（Владимирский собор，弗拉基米尔大街20号）。
从1923年10月6日到1950年7月10日，这里称为“纳希姆森广场”（площадь Нахимсона），以С. М. 纳希姆森（Семён Михайлович Нахимсон，1885-1918年）命名。
1997年，在弗拉基米尔广场上竖立了一座陀思妥耶夫斯基纪念碑（Памятник Достоевскому）。

## 交通
地铁：弗拉基米爾站、陀思妥耶夫斯基站。